# Cmentarz wojenny nr 378 – Zakopane
Cmentarz wojenny nr 378 w Zakopanem – zabytkowy, nieczynny cmentarz z I wojny światowej znajdujący się w Zakopanem.
Zaprojektowany został przez nieznanego architekta i utworzony w 1914 roku jako kwatera wojskowa na cmentarzu parafialnym. Pochowano na nim 18 żołnierzy austro-węgierskich w 2 grobach zbiorowych. Cmentarz jest w bardzo dobrym stanie.
Na pomniku znajduje się inskrypcja w języku niemieckim:

AUF DEN

WESTGALIZISCHEN SCHLACHTFELDERN

SIND IN DEN JAHREN DES WELTKRIEGES

1916–1917

VOM KuK MILITÄRKOMMANDO KRAKAU

UNTER LEITUNG DES

FML. BRANDNER EDL. WOLFSZAHN

378 KRIEGERFRIEDHOFE

– DAVON IM BEREICHE DER

K K BEZIRKSHAUPTMANNSCHAFT

NEUMARKT 2 FRIEDHOFE –

ERBAUT WORDEN